# Ceroglie
Ceroglie (Cerovlje in sloveno, anche Ceroglie dell'Ermada) è un centro agricolo posto nel comune di Duino-Aurisina, abitato da una popolazione prevalentemente di lingua slovena. Posto ai piedi del Monte Ermada, è un tipico centro carsico costituito da un nucleo di costruzioni tipiche, affiancate ad edifici più recenti. Il toponimo deriverebbe dal latino Cerrus (quercia), albero che caratterizza i boschi circostanti.

## Storia
Viene citato per la prima volta nel 1305 in un contratto di compravendita, ma l'esistenza di un castelliere nelle sue vicinanze fa presumere che l'area fosse abitata anche in epoca preistorica.
Viene poi riportato sul libro paga di Duino col nome di Zivolach (cervo) nel 1494. La chiesetta dei santi Cirillo e Metodio venne consacrata nel 1988.
Il paesino venne profondamente danneggiato nel corso della prima guerra mondiale, stante la vicinanza con il fronte del monte Ermada. Il paese subì la devastazione il 16 agosto 1944 da parte delle truppe naziste come rappresaglia dell'appoggio dato dalla popolazione ai partigiani sloveni.